# Frans Schoubben
Frans Schoubben   (Tongeren, 11 de novembre de 1933 - Tongeren, 29 de juliol de 1997) va ser un ciclista belga que fou professional entre 1955 i 1963. En el seu palmarès destaca la Lieja-Bastogne-Lieja de 1957, ex aequo amb Germain Derijcke. També guanyà la París-Brussel·les i el Tour de Picardia, per dues vegades.
El seu germà gran Jacques, també fou ciclista professional.

## Palmarès
- 1956
  - 1r a la Volta a Limburg
  - Vencedor d'una etapa del Tour de l'Oest
  - Vencedor d'una etapa del Tour de Picardia
  - Vencedor d'una etapa de la Volta a Bèlgica
- 1957
  - 1r de la Lieja-Bastogne-Lieja (ex aequo amb Germain Derijcke)
  - 1r de la Fletxa de Haspengouw
  - 1r de l'Hoeilaart-Diest-Hoeilaart
  - Vencedor d'una etapa dels Quatre dies de Dunkerque
- 1958
  - 1r del Tour de Pircardia i vencedor d'una etapa
- 1959
  - 1r del Tour de Pircardia
  - 1r de la París-Brussel·les
  - Vencedor d'una etapa dels Quatre dies de Dunkerque
  - Vencedor de 2 etapes del Tour de l'Oest
- 1961
  - 1r al Gran Premi de la vila de Zottegem
  - Vencedor d'una etapa del Tour de Xampanya
- 1962
  - Vencedor d'una etapa de la Volta a Bèlgica

## Resultats al Tour de França
- 1957. Abandona (2a etapa)
- 1960. Abandona (10a etapa)
- 1962. Abandona (6a etapa)